# Завидовичи (Львовская область)
Завидовичи (укр. Завидовичі) — село в Великолюбенской поселковой общине Львовского района Львовской области Украины.
Население по переписи 2001 года составляло 918 человек. Занимает площадь 2,57 км². Почтовый индекс — 81533. Телефонный код — 3231.